# Зачин (Дина)
Зачин (Меланж) је супстанца из серије романа (и њихових екранизација) Френка Херберта Дина. У свету Дине, зачин је супстанца која се у целом свемиру једино може наћи једино на планети Дина (Аракис). Зачин продужава живот. Зачин доводи оне који га конзумирају у стање хиперсвести, а некима и омогућава да погледају у будућност, тј. да виде догађаје који ће се десити и оне који се могу догодити. Зачин је виталан за путовање кроз свемир. Свемирски еснаф, организација која има монопол над међузвезданим путовањима, је зависна од Зачина. Наиме, њене возаче свемирских бродова Зачин је мутирао четири хиљаде година, и они су сад у стању да савијају простор, омогућавајући тренутна путовања из једне у другу тачку. 
Зачин је, заправо, прерађевина презачинске масе. Црви Аракиса је производе као нуспродукт свог метаболизма, заједно са великим количинама кисеоника. Ова супстанца се сакупља и прерађује у фабрикама Аракина и Картага, већих градова на Дини. Мале фабрике за екстракцију презачинске масе из песка се називају Сакупљачи; они је складиште и чекају превоз авиона-носача до матичних фабрика, где се даље прерађује до Зачина. Презачинске масе највише има у недоступним пустињама око екватора Аракиса. 
Још једна је битна одлика Зачина – ма у ком виду био конзумиран дуже време, доводи до промене пигментације очију корисника у азурноплаву. Типичан пример су староседеоци Дине, народ Слободњака. Слободњаци користе Зачин и у његовој промењеној форми, као воду живота – то је супстанца која се добија растварањем Зачина у води. Оваква смеша је за сваког отровна. Међутим, слободњачке Часне мајке (или Сајадине) су у стању да је измене након конзумације. Она тада постаје безопасна и питка, али доводи до халуцинација и појачаног стања свести.
Уколико би престао извоз Зачина са Аракиса, свемирска путовања би престала и вековима би се постепено заборављало да други народи и планете уопште постоје. Зачински зависници би умрли од недостатка ове супстанце, а читава економија универзума би пропала. Ово су главни разлози због којих је Зачин најважнија супстанца у читавом свемиру.